# 塔納庫鄉
46°41′N 27°49′E / 46.683°N 27.817°E
塔納庫鄉（羅馬尼亞語：Comuna Tanacu, Vaslui），是羅馬尼亞的鄉份，位於該國東北部，由瓦斯盧伊縣負責管轄，面積62平方公里，海拔高度230米，2007年人口2,337，人口密度每平方公里38人。